# Poligono sghembo

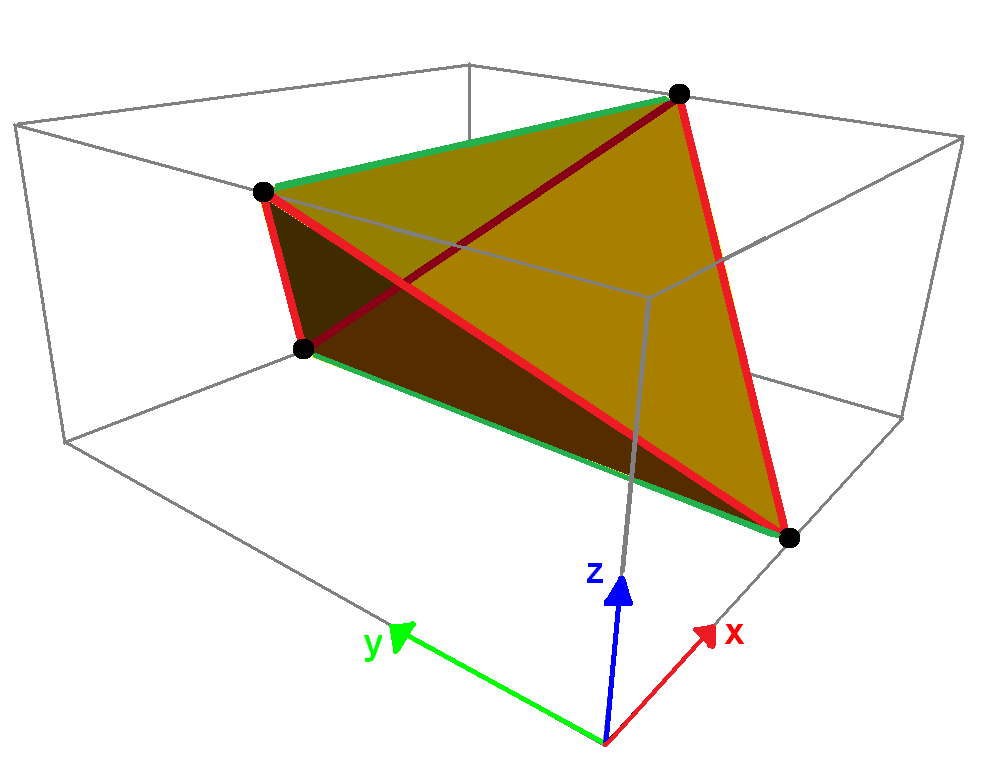
Gli spigoli evidenziati di rosso di questo disfenoide delimitano un quadrilatero sghembo regolare a zig-zag.

In geometria descrittiva, un poligono sghembo è un poligono (ossia un 2-politopo) i cui vertici non sono tutti complanari. La superficie di tali poligoni, che devono avere almeno quattro vertici, non è definita in modo univoco.
Un particolare tipo di poligoni sghembi, detti poligoni antiprismatici o poligoni sghembi a zig-zag, che include poi tutti i poligoni sghembi regolari tridimensionali nonché gli apeirogoni sghembi regolari bidimensionali, ha i vertici che si alternano su due piani paralleli ed ha quindi sempre un numero pari di vertici.

## Poligoni antiprismatici in tre dimensioni
Un poligono sghembo regolare è una figura isogonale equilatera. In uno spazio tridimensionale tale poligono è un poligono sghembo a zig-zag (o antiprismatico), con vertici alternati tra due piani paralleli. Gli spigoli laterali di un antiprisma n-gonale possono ad esempio definire un 2n-gono sghembo regolare.
A un n-gono sghembo regolare può essere assegnato un simbolo di Schläfli {p}#{ } dato dalla combinazione del simbolo di un poligono regolare {p} e quello di un segmento ortogonale { }. 
Nella tabella sottostante sono mostrati esempi relativi ad antriprismi quadrati e pentagonali uniformi. Si noti come gli antiprismi stellati possano generare anche poligoni sghembi regolari aventi un diverso ordine di connessione tra i poligoni superiore ed inferiore. Si noti inoltre che questi ultimi due vengono rappresentati colorati solo per chiarezza e non per indicare una loro appartenenza ai poligoni sghembi.
| Quadrato sghembo | Esagono sghembo | Ottagono sghembo | Decagono sghembo | Decagono sghembo | Decagono sghembo | Dodecagono sghembo |
| {2}#{ }          | {3}#{ }         | {4}#{ }          | {5}#{ }          | {5/2}#{ }        | {5/3}#{ }        | {6}#{ }            |
|                  |                 |                  |                  |                  |                  |                    |
| s{2,4}           | s{2,6}          | s{2,8}           | s{2,10}          | sr{2,5/2}        | s{2,10/3}        | s{2,12}            |

Allo stesso modo si può realizzare un composto 2n-gonale sghembo aggiungendo un secondo poligono sghembo per rotazione. In tal caso le due figure condividono gli stessi vertici come in un composto prismatico di antiprismi.
| Quadrati sghembi | Quadrati sghembi | Esagoni sghembi | Decagoni sghembi |
| Due {2}#{ }      | Tre {2}#{ }      | Due {3}#{ }     | Due {5/3}#{ }    |
|                  |                  |                 |                  |

I poligoni di Petrie sono poligoni sghembi regolari definiti all'interno di poliedri e politopi regolari. Ad esempio, come si vede nelle figure sottostanti in cui le proiezioni ortogonali dei poligoni sghembi sono evidenziate di rosso, i cinque solidi platonici contengono poligoni sghembi regolari di 4, 6 e 10 lati. In particolare, poi, il tetraedro e l'ottaedro includono tutti i loro vertici nei rispettivi poligoni sghembi a zig-zag e possono essere visti rispettivamente come un antiprisma digonale e un antiprisma triangolare.

## Poligoni sghembi regolari come figure al vertice di poliedri sghembi regolari
Un poliedro sghembo regolare è definito come un poliedro avente per facce un poligono regolare e come figura al vertice un poligono sghembo regolare.
Come mostrato nella sottostante tabella, nello spazio tridimensionale esistono tre poliedri sghembi regolari in grado di tassellare perfettamente lo spazio, vale a dire tre apeiroedri sghembi regolari.
| {4,6\|4}                         | {6,4\|4}                          | {6,6\|3}                         |
| -------------------------------- | --------------------------------- | -------------------------------- |
| Esagono sghembo regolare {3}#{ } | Quadrato sghembo regolare {2}#{ } | Esagono sghembo regolare {3}#{ } |

## Poligoni sghembi isogonali in tre dimensioni
Un poligono sghembo isogonale è un poligono sghembo avente un unico tipo di vertici e connesso da due tipi di lati. Qualora i lati di tale poligono siano di pari lunghezza, allora esso può essere considerato quasi-regolare. Si tratta di un poligono sghembo simile a un poligono sghembo a zig-zag, ossia avente come quest'ultimo i vertici posti su due piani diversi, in cui però uno o più lati possono connettere vertici posti sullo stesso piano.
Come mostrato nella tabella sottostante, poligoni sghembi isogonali possono essere definiti su prismi n-gonali con n pari, connettendo alternativamente due vertici su uno stesso piano e due vertici posti su piani diversi.
| Ottagono                 | Ottagono | Ottagono        | Dodecagono       | Dodecagono       | Dodecagono       | Icositetragono |
| ------------------------ | -------- | --------------- | ---------------- | ---------------- | ---------------- | -------------- |
| Cubo, diagonale-quadrato | Cubo     | Cubo incrociato | Prisma esagonale | Prisma esagonale | Prisma esagonale | Prisma ritorto |

## Poligoni sghembi regolari in quattro dimensioni
In uno spazio a quattro dimensioni, un poligono sghembo regolare può avere i vertici posti su un toro di Clifford e correlati da rotazioni isocline. Contrariamente ai poligoni sghembi a zig-zag, i poligoni sghembi su rotazioni doppie possono avere anche un numero dispari di lati.
I poligoni di Petrie di policori regolari definiscono poligoni sghembi regolari a zig-zag. Il numero di Coxeter per ogni gruppo di Coxeter indica poi quanti lati tali poligoni di Petrie abbiano; così ad esempio esso è 5 nel caso di un 5-cella (o ipertetraedro), 8 per un tesseratto e un 16-cella (o esadecacoro), 12 per un 24-cella e 30 per un 120-cella e un 600-cella.
| A4, [3,3,3]     | B4, [4,3,3]        | B4, [4,3,3]      | F4, [3,4,3]      | H4, [5,3,3]       | H4, [5,3,3]       |
| Pentagono       | Ottagono           | Ottagono         | Dodecagono       | Triacontagono     | Triacontagono     |
| --------------- | ------------------ | ---------------- | ---------------- | ----------------- | ----------------- |
| 5-cella {3,3,3} | tesseratto {4,3,3} | 16-cella {3,3,4} | 24-cella {3,4,3} | 120-cella {5,3,3} | 600-cella {3,3,5} |

Anche i duoprismi n-n e le duopiramidi loro duali hanno poligoni di Petri 2n-gonali (il tesseratto è di fatto un duoprisma 4-4 e il 16-cella è una duopiramide 4-4.)
| Esagono       | Esagono          | Decagono      | Decagono         | Dodecagono    | Dodecagono       |
| ------------- | ---------------- | ------------- | ---------------- | ------------- | ---------------- |
| Duoprisma 3-3 | Dueopiramide 3-3 | Duoprisma 5-5 | Dueopiramide 5-5 | Duoprisma 6-6 | Dueopiramide 6-6 |